# Hanna Waligóra
Hanna Waligóra (z domu Zielaskowska, ur. w Poznaniu, zm. 18 stycznia 2012) – polska organizatorka oświaty i działaczka na rzecz dzieci.

## Życiorys
Ukończyła II Liceum Ogólnokształcące w Poznaniu, poznańską Akademię Wychowania Fizycznego, a następnie odbywała studia z zakresu biologii i organizacji oświaty na Uniwersytecie Poznańskim. W czasie studiów uprawiała wyczynowo wioślarstwo, pływanie i gimnastykę z przyrządami. Po ukończeniu studiów otrzymała nakaz pracy w Technikum Ekonomicznym w Mogilnie, skąd po roku wykonywania obowiązków, powróciła do Poznania. Podjęła tam zatrudnienie jako nauczycielka w szkole podstawowej. Zajęła się organizacją wyjazdów dla dzieci i młodzieży na terenie całej Polski, w tym zwłaszcza na tereny górskie. Działała w Towarzystwie Przyjaciół Dzieci organizując kolonie, a także zbiórki odzieży i żywności dla ubogich rodzin. W 1970 zorganizowała i kierowała przedszkolem na poznańskim Strzeszynie. Od 1972 była nauczycielem, a potem dyrektorem Szkoły Podstawowej nr 81 w Poznaniu, gdzie we współpracy z TPD i harcerstwem organizowała obozy i wycieczki dziecięce. Po przejściu na emeryturę działała społecznie w TPD (zarząd wojewódzki) i Polskim Towarzystwie Schronisk Młodzieżowych. Organizowała wypoczynek dla dzieci, zarówno latem, jak i zimą. Była członkiem założycielem Polskiej Izby Turystyki Młodzieżowej. Oprócz tego nadal zajmowała się zbiórkami dla ubogich dzieci, pomocą prawną i dożywianiem. Zorganizowała także i uruchomiła schronisko młodzieżowe TPD przy ul. Drzymały na poznańskim Sołaczu.
Zmarła na nowotwór. Pochowana została 24 stycznia 2012 na cmentarzu parafialnym w Suchym Lesie przy ulicy Borówkowej.

## Odznaczenia
Otrzymała następujące odznaczenia i wyróżnienia:
- Złoty Krzyż Zasługi,
- Krzyż Kawalerski Orderu Odrodzenia Polski,
- Odznakę Honorową Miasta Poznania,
- Medal im. Dr Henryka Jordana,
- Honorową Odznakę Przyjaciół ZHP,
- Odznakę „Za Zasługi w Rozwoju Województwa Wielkopolskiego”,
- Medal Komisji Edukacji Narodowej,
- Złotą Odznakę Zasłużonego Działacza TPD oraz Złotą i Srebrną Odznakę Działacza TPD[2].

## Rodzina
Miała trójkę dzieci.